# Martín Buesa
Martín Buesa Azurmendi (Vitoria, Álava, 24 de agosto de 1988) es un jugador español de baloncesto que actualmente juega en el Mondragon Unibertsitatea (Universidad de Mondragón), de la Liga EBA.
A lo largo de su carrera ha jugado a nivel nacional en las categorías: 1ª Nacional, EBA, LEB Plata, LEB Oro y ACB, así como en la Euroliga a nivel europeo. Participó también en la gira estadounidense del Baskonia contra los equipos NBA San Antonio Spurs y Memphis Grizzlies. Formó parte de la selección española Cadete para disputar el Europeo 2004 y del combinado de Euskadi tanto en etapas formativas como del equipo absoluto en más de una ocasión. Y ahora esta pensando en retirarse del baloncesto.

## Trayectoria
Martín Buesa empezó, como tantos otros jóvenes, formándose en la cantera del club baskonista. El trabajo dio sus frutos, y en la temporada 2009/10 el vitoriano debutó con el primer equipo con el papel, eso sí, de jugador número 12 en la plantilla. El canterano ya había sido convocado con Baskonia en numerosas ocasiones, pero sin llegar a jugar un minuto en partido oficial. Esa fue la temporada donde logró la Liga el equipo baskonista.
Su club de toda la vida requería un nivel de exigencia superior en el que el interior vitoriano no se encontraba cómodo. Esta decisión le llevó a jugar para el UPV en la Liga EBA, cuarta competición nacional.
Además de pasearse por la gran mayoría de competiciones nacionales, también puede jactarse de haber experimentado encuentros en la todopoderosa Euroliga e incluso en la NBA, en una gira de partidos amistosos con el Baskonia en 2010, entonces bajo las órdenes de Duško Ivanović.
Más tarde, se marcharía al Sáenz Horeca Araberri, donde pasaría de lograr solo dos victorias en un año a participar en su ascenso a LEB Oro.
En 2016, Martín renovaría una temporada más la camiseta araberrista, siguiendo como capitán del conjunto vasco, con la temporada 2016-17 sumaría cinco temporadas consecutivas y se estrena en la categoría que le queda por jugar, Leb Oro, tras ascender desde LEB Plata.

## Clubes
- Categorías inferiores del Saski Baskonia.
- Fundación Baskonia. Autonómica. (2007-2009)
- Caja Laboral. ACB. (2009-2010)
- UPV Álava. Liga EBA. (2011-2012)
- Araberri Basket Club. LEB Plata y Oro. (2012-2018)
- Ointxe! Arrasateko Saskibaloia (2018- Actualidad)